# Чернокаменка (Крым)
Чернока́менка (до 1948 года Таш-Кора́; укр. Чорнокам'янка, крымскотат. Taş Qora, Таш Къора) — исчезнувшее село в Белогорском районе Республики Крым, на территории Зеленогорского сельсовета. Располагалось в центре района, в северных отрогах Внутренней гряды Крымских гор, на безымянном ручье, правом притоке реки Сарысу (притока Биюк-Карасу), примерно в 1 км южнее современного села Новоклёново.

## История
Термином таш-кора в горном Крыму назывался огороженный камнями участок пашни.
Поселение Таш-Кора, судя по доступным источникам, основано, как немецкий колонистский хутор во второй половине XIX века.
В «Памятной книге Таврической губернии 1889 года» по результатам Х ревизии 1887 года записана Таш-Кора с 9 дворами и 29 жителями, как ещё не причисленная к Зуйской волости. В «…Памятных книжках…» 1892 и 1900 года хутор не записан, а по Статистическому справочнику Таврической губернии. Ч.II-я. Статистический очерк, выпуск шестой Симферопольский уезд, 1915 год, на хуторе Таш-Кара (Чердаклы) Зуйской волости Симферопольского уезда числилось 6 дворов с немецким населением в количестве 22 человек приписных жителей, из которых 14 мужчин и 8 женщин. Жители владели 50 десятинами удобной земли. В хозяйствах имелось 7 лошадей, 4 вола и 8 коров.
После установления в Крыму Советской власти, по постановлению Крымревкома от 8 января 1921 года была упразднена волостная система и село вошло в состав вновь созданного Карасубазарского района Симферопольского уезда, а в 1922 году уезды получили название округов. 11 октября 1923 года, согласно постановлению ВЦИК, в административное деление Крымской АССР были внесены изменения, в результате которых округа ликвидировались, Карасубазарский район стал самостоятельной административной единицей и село включили в его состав. Согласно Списку населённых пунктов Крымской АССР по Всесоюзной переписи 17 декабря 1926 года, в селе Таш-Кора, в составе упразднённого к 1940 году Тобен-Элинского сельсовета Карасубазарского района, числилось 16 дворов, все крестьянские, население составляло 68 человек, все татары. По данным всесоюзной переписи населения 1939 года в селе проживало 159 человек.
В 1944 году, после освобождения Крыма от фашистов, согласно постановлению ГКО № 5859 от 11 мая 1944 года, 18 мая крымские татары были депортированы в Среднюю Азию. С 25 июня 1946 года Ташкора в составе Крымской области РСФСР. Указом Президиума Верховного Совета РСФСР от 18 мая 1948 года, Ташкора была переименована в Чернокаменку. 26 апреля 1954 года Крымская область была передана из состава РСФСР в состав УССР. Время включения в состав Зеленогорского сельсовета пока не установлено: на 15 июня 1960 года село уже числилось в его составе. Решением Крымского облисполкома от 5 сентября 1985 года село Чернокаменка включено в состав села Новоклёново.

### Динамика численности населения
- 1889 год — 29 чел.[7]
- 1915 год — 22 чел.[8][22]
- 1926 год — 88 чел.[14]
- 1939 год — 159 чел.[15]